# 六子炮
六子炮，是流傳於中國山西的兩人棋類。

## 棋具
- 棋盤為兩縱橫線交叉，如「井」字，共十二個棋點。

- 棋子各方有六枚，以兩色各代表一方。

## 規則
- 棋子各置於靠近己方六個點。

- 每方輪流動一己棋，沿縱橫線移動一格；或是跳過鄰點的一枚己棋到同一直線有敵棋在的次鄰點，並把該敵棋移出棋盤。

- 將對方棋子剩下一枚即獲勝[1]。